# Francesco II Acciaioli
Francesco II Acciaioli, también conocido como Franco (fallecido en 1460), fue el último duque de Atenas entre 1455 y 1456. Su breve reinado precedió a la conquista de Atenas por los otomanos bajo el mando del sultán Mehmed II.

## Orígenes
Francesco, a menudo llamado Franco, era hijo de Antonio II Acciaioli de la familia florentina Acciaiuoli.

## Reinado
Francesco vivía en Constantinopla, donde se había convertido en el favorito del sultán Mehmed II. Ante su insistencia, este lo envió a Atenas con una tropa para reemplazar a la duquesa Clara Zorzi, quien gobernaba en nombre de su hijo menor, Francesco I. Entregó a su prisionera a los turcos, la acusó de complicidad en el asesinato y la hizo ejecutar por sus guardias. Una tradición afirma que la estranguló o decapitó con sus propias manos en el monasterio de Dafni o en el calabozo de Mégara.
Bartolomeo Contarini, viudo de Clara, quien permaneció con el sultán, buscó venganza y denunció este abuso de poder ante Mehmed II. El sultán, que fingió indignación, ordenó a uno de sus generales, Ömer, marchar sobre Atenas, por lo que la ciudad fue rápidamente tomada el 4 de junio de 1456. El duque y los habitantes se refugiaron en la Acrópolis hasta que fueron persuadidos a rendirse cuando Mehmed II entró en Atenas en agosto y autorizó a Francesco II a gobernar Tebas y Beocia como vasallo. En 1460, los jenízaros informaron al sultán de que Francesco conspiraba para recuperar el control de Atenas. Fue convocado a Morea, cuyo gobernador, Zağanos Pachá, tras festejar con este durante toda una noche, le advirtió del peligro inminente. Su último deseo fue ser asesinado en su tienda, lo cual le fue concedido: fue estrangulado en aquel lugar.